# Ana Maurício
Ana Luísa Maurício Costa (30 de Novembro de 1970) é uma fadista portuguesa.

## Biografia
Ana Maurício nasceu no início dos anos 70, do século XX e está ligada ao típico bairro da Mouraria, em Lisboa, sendo sobrinha do fadista de Fernando Maurício.
Ganhou o seu primeiro prémio no mundo do fado muito nova, pouco depois de, com apenas 6 anos e acompanhada da sua avó materna, ter começado a cantar em colectividades da área metropolitana de Lisboa.
Ainda adolescente, em 1984, concorreu pela primeira vez à Grande Noite do Fado em Lisboa. Dessa noite no Coliseu dos Recreios saiu com a conquista do 3º lugar. Voltou na edição do ano seguinte, acabando por vencer na categoria de juvenis femininos.
Com apenas 17 anos passa a fazer parte do elenco de fadistas a actuar no "Antigo Retiro Quebra Bilhas”, restaurante típico no Campo Grande, em Lisboa.
No ano em que completou um quarto de século, Ana Maurício volta a conquistar a Grande Noite do Fado, em 1995, agora nos seniores femininos e sob a bandeira do Grupo Desportivo da Mouraria, uma década depois da primeira vitória.
Nos tempos seguintes ao lançamento do seu primeiro álbum opta por se dedicar mais à sua família mas acaba por ceder ao chamamento do fado, voltando a actuar nas casas de fado, gravando então o seu segundo trabalho discográfico.
No final da primeira década do segundo milénio, Ana Maurício é presença regular no "Restaurante Típico A Tipóia", no Bairro Alto, e lança o seu terceiro álbum, A Voz do Coração, pela editora Espacial, em 2009.

## Discografia

### Álbuns de estúdio
- Tudo Isto é Fado! (1997) (CD, Metro-som)[3]
- Canto a Noite (2002) (CD, Ovação)
- A Voz do Coração (2009) (CD, Espacial)[2][4]

### Participações

#### Compilações
- Vedetas do Fado 2 (1999) (CD, Metro-Som) com os temas "Maria Lisboa" e "Tudo Isto É Fado"[5]
- Best of Fado - Fados da Saudade Vol.3 (2008) (CD, Espacial) com o tema "Loucura"[6]
- Best of Fado Vol.1 (2008) (CD, Novoson) com o tema "O Fado não Morre"[7]